# Prima Lega 1982-1983 (calcio)
La Prima Lega 1982-1983 è stata l'83ª edizione del terzo livello del calcio svizzero.

## Gruppo 1

### Classifica finale
|  | Pos. | Squadra         | Pt | G  | V  | N  | P  | GF | GS | DR  |
|  | ---- | --------------- | -- | -- | -- | -- | -- | -- | -- | --- |
|  | 1.   | Étoile Carouge  | 41 | 26 | 18 | 5  | 3  | 66 | 20 | +46 |
|  | 2.   | Martigny        | 37 | 26 | 16 | 5  | 5  | 85 | 36 | +49 |
|  | 3.   | Yverdon         | 31 | 26 | 11 | 9  | 6  | 37 | 23 | +14 |
|  | 4.   | Renens          | 31 | 26 | 11 | 9  | 6  | 37 | 33 | +4  |
|  | 5.   | Montreux-Sports | 30 | 26 | 9  | 12 | 5  | 39 | 28 | +11 |
|  | 6.   | Saint-Jean      | 30 | 26 | 12 | 6  | 8  | 40 | 41 | -1  |
|  | 7.   | Malley          | 27 | 26 | 12 | 3  | 11 | 51 | 52 | -1  |
|  | 8.   | Stade Nyonnais  | 25 | 26 | 8  | 9  | 9  | 39 | +4 |     |
|  | 9.   | Stade Lausanne  | 25 | 26 | 8  | 9  | 9  | 37 | 40 | -3  |
|  | 10.  | Leytron         | 21 | 26 | 7  | 7  | 12 | 31 | 44 | -13 |
|  | 11.  | Fétigny         | 20 | 26 | 7  | 6  | 13 | 33 | 43 | -10 |
|  | 12.  | Raron           | 20 | 26 | 7  | 6  | 13 | 24 | 45 | -21 |
|  | 13.  | Orbe            | 16 | 26 | 4  | 8  | 14 | 32 | 67 | -35 |
|  | 14.  | Sierre          | 10 | 26 | 3  | 4  | 19 | 19 | 63 | -44 |

Legenda:
      Ammesso al play-off promozione in Lega Nazionale B 1983-1984.
       Va ai play-off retrocessione.
 Retrocesso subito in Seconda Lega 1983-1984.
Regolamento:
Due punti a vittoria, uno a pareggio, zero a sconfitta.
Differenza reti generale fra due squadre a pari punti anche in zona retrocessione.
Note:

## Gruppo 2

### Classifica finale
|  | Pos. | Squadra           | Pt | G  | V  | N  | P  | GF | GS | DR  |
|  | ---- | ----------------- | -- | -- | -- | -- | -- | -- | -- | --- |
|  | 1.   | Old Boys Basilea  | 35 | 26 | 14 | 7  | 5  | 57 | 36 | +21 |
|  | 2.   | Delémont          | 32 | 26 | 11 | 10 | 5  | 44 | 32 | +12 |
|  | 3.   | Boudry            | 31 | 26 | 12 | 7  | 7  | 52 | 35 | +17 |
|  | 4.   | Breitenbach       | 30 | 26 | 11 | 8  | 7  | 53 | 38 | +15 |
|  | 5.   | Aurore Bienne     | 29 | 26 | 8  | 13 | 5  | 42 | 28 | +14 |
|  | 6.   | Burgdorf          | 28 | 26 | 9  | 10 | 7  | 61 | 42 | +19 |
|  | 7.   | Concordia Basilea | 27 | 26 | 10 | 7  | 9  | 49 | 43 | +6  |
|  | 8.   | Boncourt          | 26 | 26 | 8  | 10 | 8  | 37 | 44 | -7  |
|  | 9.   | Köniz (-1)        | 25 | 26 | 8  | 10 | 8  | 33 | 38 | -5  |
|  | 10.  | Soletta           | 25 | 26 | 10 | 5  | 11 | 37 | 42 | -5  |
|  | 11.  | Allschwil         | 24 | 26 | 9  | 6  | 11 | 34 | 38 | -4  |
|  | 12.  | Birsfelden        | 23 | 26 | 7  | 9  | 10 | 32 | 45 | -13 |
|  | 13.  | Bôle              | 19 | 26 | 5  | 9  | 12 | 44 | 63 | -19 |
|  | 14.  | Superga (-1)      | 8  | 26 | 1  | 7  | 18 | 20 | 71 | -51 |

Legenda:
      Ammesso al play-off promozione in Lega Nazionale B 1983-1984.
       Va ai play-off retrocessione.
 Retrocesso subito in Seconda Lega 1983-1984.
Regolamento:
Tre punti a vittoria, uno a pareggio, zero a sconfitta.
Note:
- Superga e Köniz punite con la privazione del risultato per non aver disputato la partita (conteggiati 0 punti e 0-0 ad entrambe).

## Gruppo 3

### Classifica finale
|  | Pos. | Squadra       | Pt | G  | V  | N  | P  | GF | GS | DR  |
|  | ---- | ------------- | -- | -- | -- | -- | -- | -- | -- | --- |
|  | 1.   | Kriens        | 41 | 26 | 17 | 7  | 2  | 63 | 27 | +36 |
|  | 2.   | SC Zugo       | 40 | 26 | 19 | 2  | 5  | 62 | 29 | -33 |
|  | 3.   | Olten         | 34 | 26 | 13 | 8  | 5  | 49 | 29 | +20 |
|  | 4.   | Suhr          | 30 | 26 | 11 | 8  | 7  | 47 | 35 | +12 |
|  | 5.   | Emmen         | 30 | 26 | 12 | 6  | 8  | 57 | 46 | +11 |
|  | 6.   | FC Zugo       | 28 | 26 | 10 | 8  | 8  | 36 | 26 | +10 |
|  | 7.   | Klus/Balsthal | 24 | 26 | 9  | 6  | 11 | 44 | 50 | -6  |
|  | 8.   | Emmenbrücke   | 23 | 26 | 8  | 7  | 11 | 43 | 41 | +2  |
|  | 9.   | Brugg         | 23 | 26 | 8  | 7  | 11 | 38 | 50 | -12 |
|  | 10.  | Sursee        | 22 | 26 | 7  | 8  | 11 | 36 | 46 | -10 |
|  | 11.  | Buochs        | 20 | 26 | 7  | 6  | 13 | 34 | 58 | -24 |
|  | 12.  | Oberentfelden | 18 | 26 | 6  | 6  | 14 | 26 | 41 | -15 |
|  | 13.  | Tresa         | 18 | 26 | 4  | 10 | 12 | 27 | 52 | -25 |
|  | 14.  | Giubiasco     | 13 | 26 | 4  | 5  | 17 | 35 | 67 | -32 |

Legenda:
      Ammesso al play-off promozione in Lega Nazionale B 1983-1984.
       Va ai play-off retrocessione.
 Retrocesso subito in Seconda Lega 1983-1984.
Regolamento:
Tre punti a vittoria, uno a pareggio, zero a sconfitta.
Note:

### Spareggio salvezza
|               | Risultati |       | Luogo e data           |  |
| ------------- | --------- | ----- | ---------------------- |  |
| Oberentfelden | 2 - 1     | Tresa | a Zugo, 29 maggio 1983 |  |
|               |           |       |                        |  |

L'Oberentfelden va agli spareggi salvezza/retrocessione per stabilire la 9ª squadra retrocedente in Seconda Lega.

## Gruppo 4

### Classifica finale
|  | Pos. | Squadra           | Pt | G  | V  | N  | P  | GF | GS | DR  |
|  | ---- | ----------------- | -- | -- | -- | -- | -- | -- | -- | --- |
|  | 1.   | Altstätten        | 45 | 26 | 21 | 3  | 2  | 80 | 31 | +49 |
|  | 2.   | Red Star Zurigo   | 39 | 26 | 18 | 3  | 5  | 65 | 31 | +34 |
|  | 3.   | Sciaffusa         | 36 | 26 | 15 | 6  | 5  | 67 | 36 | +31 |
|  | 4.   | Turicum           | 29 | 26 | 9  | 11 | 6  | 32 | 22 | +10 |
|  | 5.   | Brüttisellen      | 27 | 26 | 9  | 9  | 8  | 41 | 34 | +7  |
|  | 6.   | Küsnacht          | 26 | 26 | 11 | 4  | 11 | 34 | 39 | -5  |
|  | 7.   | Kreuzlingen       | 25 | 26 | 9  | 7  | 10 | 43 | 44 | -1  |
|  | 8.   | Balzers           | 24 | 26 | 7  | 10 | 9  | 40 | 46 | -6  |
|  | 9.   | Einsiedeln        | 22 | 26 | 9  | 4  | 13 | 49 | 64 | -15 |
|  | 10.  | Frauenfeld        | 21 | 26 | 7  | 7  | 12 | 37 | 43 | -6  |
|  | 11.  | Vaduz             | 20 | 26 | 5  | 10 | 11 | 29 | 42 | -13 |
|  | 12.  | Uzwil             | 19 | 26 |    | 5  | 14 | 31 | 53 | -22 |
|  | 13.  | Blue Stars Zurigo | 19 | 26 | 7  | 5  | 14 | 34 | 50 | -16 |
|  | 14.  | Widnau            | 12 | 26 | 4  | 4  | 18 | 33 | 80 | -47 |

Legenda:
      Ammesso al play-off promozione in Lega Nazionale B 1983-1984.
       Va ai play-off retrocessione.
 Retrocesso subito in Seconda Lega 1983-1984.
Regolamento:
Tre punti a vittoria, uno a pareggio, zero a sconfitta.
Note:

### Spareggio salvezza
|       | Risultati |                   | Luogo e data                 |  |
| ----- | --------- | ----------------- | ---------------------------- |  |
| Uzwil | 4 - 2     | Blue Stars Zurigo | a Frauenfeld, 29 maggio 1983 |  |
|       |           |                   |                              |  |

L'Uzwil va agli spareggi salvezza/retrocessione per stabilire la 9ª squadra retrocedente in Seconda Lega.

## Play-off promozione in LNB

### Primo turno
Le partite sono state giocate il 29 maggio (andata) e 5 giugno 1983 (ritorno).
| Squadra 1      | Totale | Squadra 2        | Andata | Ritorno |
| -------------- | ------ | ---------------- | ------ | ------- |
| Martigny       | 4 - 2  | Altstätten       | 2 - 1  | 2 - 1   |
| Étoile Carouge | 2 - 4  | Red Star Zurigo  | 1 - 1  | 1 - 3   |
| SC Zugo        | 5 - 1  | Old Boys Basilea | 3 - 0  | 2 - 1   |
| Delémont       | 0 - 0  | Kriens           | 0 - 0  | 0 - 0   |

#### Terza partita in campo neutro
|          | Risultati |        | Luogo e data             |  |
| -------- | --------- | ------ | ------------------------ |  |
| Delémont | 0 - 2     | Kriens | a Soletta, 5 giugno 1983 |  |
|          |           |        |                          |  |

### Semifinale
Le partite sono state giocate il 12 (andata) e 19 giugno 1983 (ritorno).
| Squadra 1       | Totale | Squadra 2 | Andata | Ritorno |
| --------------- | ------ | --------- | ------ | ------- |
| Red Star Zurigo | 2 - 4  | SC Zugo   | 1 - 2  | 1 - 2   |
| Martigny        | 5 - 4  | Kriens    | 3 - 2  | 2 - 2   |

### Spareggio per la terza promozione
Le partite sono state giocate il 25 (andata) e 28 giugno 1983 (ritorno).
| Squadra 1 | Totale | Squadra 2       | Andata | Ritorno |
| --------- | ------ | --------------- | ------ | ------- |
| Kriens    | 1 - 6  | Red Star Zurigo | 0 - 4  | 1 - 2   |

### Finale per il titolo
|          | Risultati |         | Luogo e data               |  |
| -------- | --------- | ------- | -------------------------- |  |
| Martigny | 4 - 1     | SC Zugo | a Martigny, 24 giugno 1983 |  |
|          |           |         |                            |  |

## Play-off per la 9ª retrocessione

### Primo turno
Le partite sono state giocate il 29 maggio (andata) e 5 giugno 1983 (ritorno).
| Squadra 1 | Totale | Squadra 2     | Andata | Ritorno |
| --------- | ------ | ------------- | ------ | ------- |
| Raron     | 4 - 0  | Birsfelden    | 2 - 0  | 2 - 0   |
| Uzwil     | 4 - 2  | Oberentfelden | 3 - 1  | 1 - 1   |

### Secondo turno
Le partite sono state giocate il 12 (andata) e 19 giugno 1983 (ritorno).
| Squadra 1     | Totale | Squadra 2  | Andata | Ritorno |
| ------------- | ------ | ---------- | ------ | ------- |
| Oberentfelden | 5 - 4  | Birsfelden | 2 - 3  | 3 - 1   |

Il Birsfelden retrocede in Seconda Lega 1983-1984.